# Forêt de Concise
Het Forêt de Concise is een bos in het Franse departement Mayenne. Het privébos heeft een oppervlakte van ongeveer 650 ha, verdeeld over de gemeenten Saint-Berthevin (500 ha) en Ahuillé (150 ha). 
In de vroege middeleeuwen was het bos veel groter en reikte het tot de westelijke poort van de stad Laval. De graven van Laval waren eigenaar van het bos dat ze gebruikten als jachtgebied. De grafelijke familie La Trémoille verkocht vanaf de 16e eeuw stukken van het bos die daarna werden omgezet in landbouwgrond. Zo werd het bos afgesneden van omringende bosgebieden, zoals het Forêt de L’Huisserie. In 1705 leed het bos enorme schade door een storm die ook een honderdtal daken in Laval afrukte. In de 18e eeuw bereikte het bos zijn huidige omvang. De erfgenamen van de laatste graaf van Laval verkochten in de 19e eeuw de laatste stukken bos. Sindsdien is het bos in het bezit van een vijftal verschillende eigenaars.
Tijdens de opstand in de Vendée verschool Jean Chouan zich in het bos voor de republikeinse soldaten.